# Maria vom Siege (Prag)

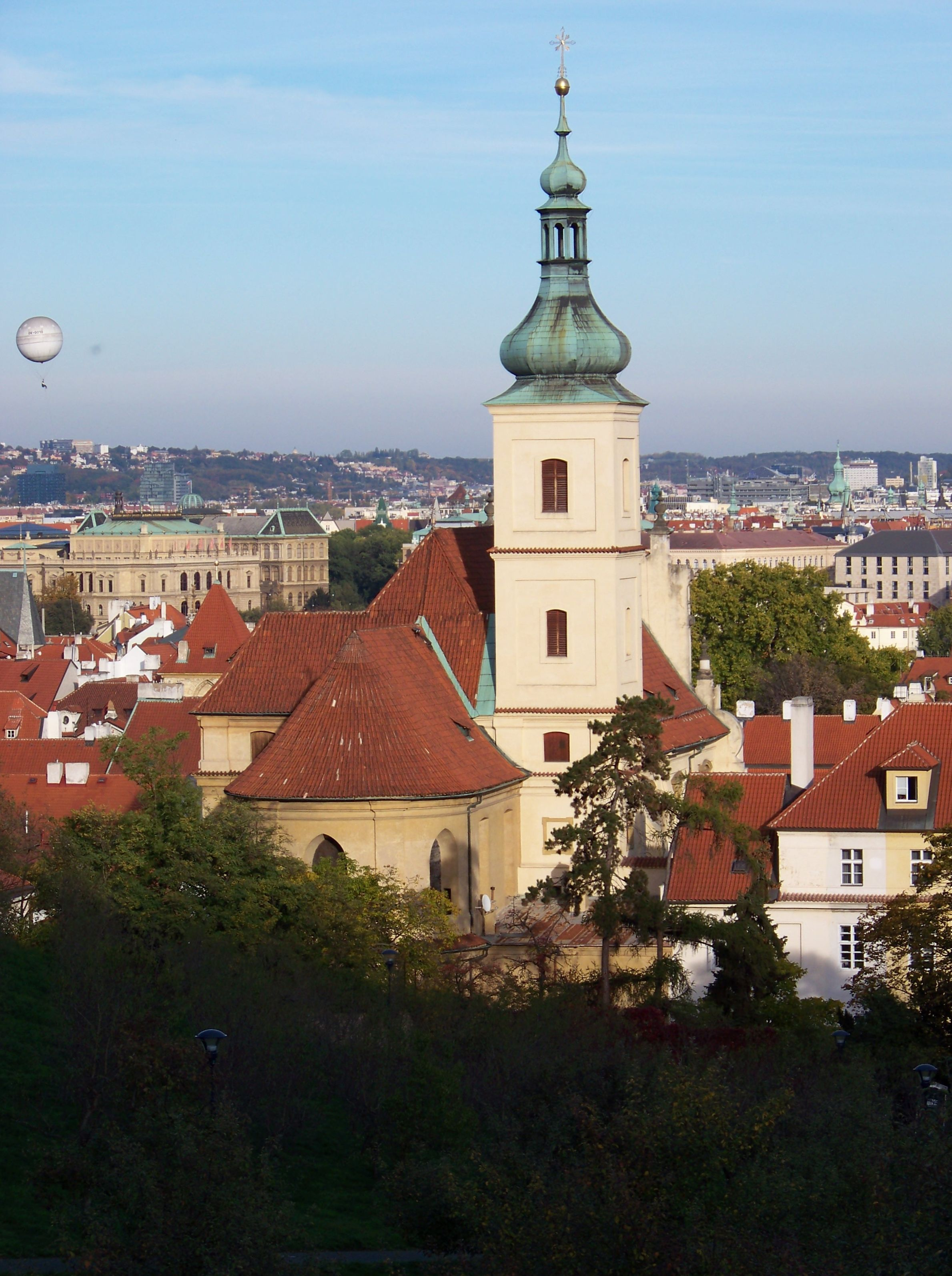
Kirche Maria vom Siege

Die Kirche Maria vom Siege  (Kostel Panny Marie Vítězné) auf der Prager Kleinseite ist eine Kirche der Ordensgemeinschaft der Karmeliten in Tschechien.

## Geschichte

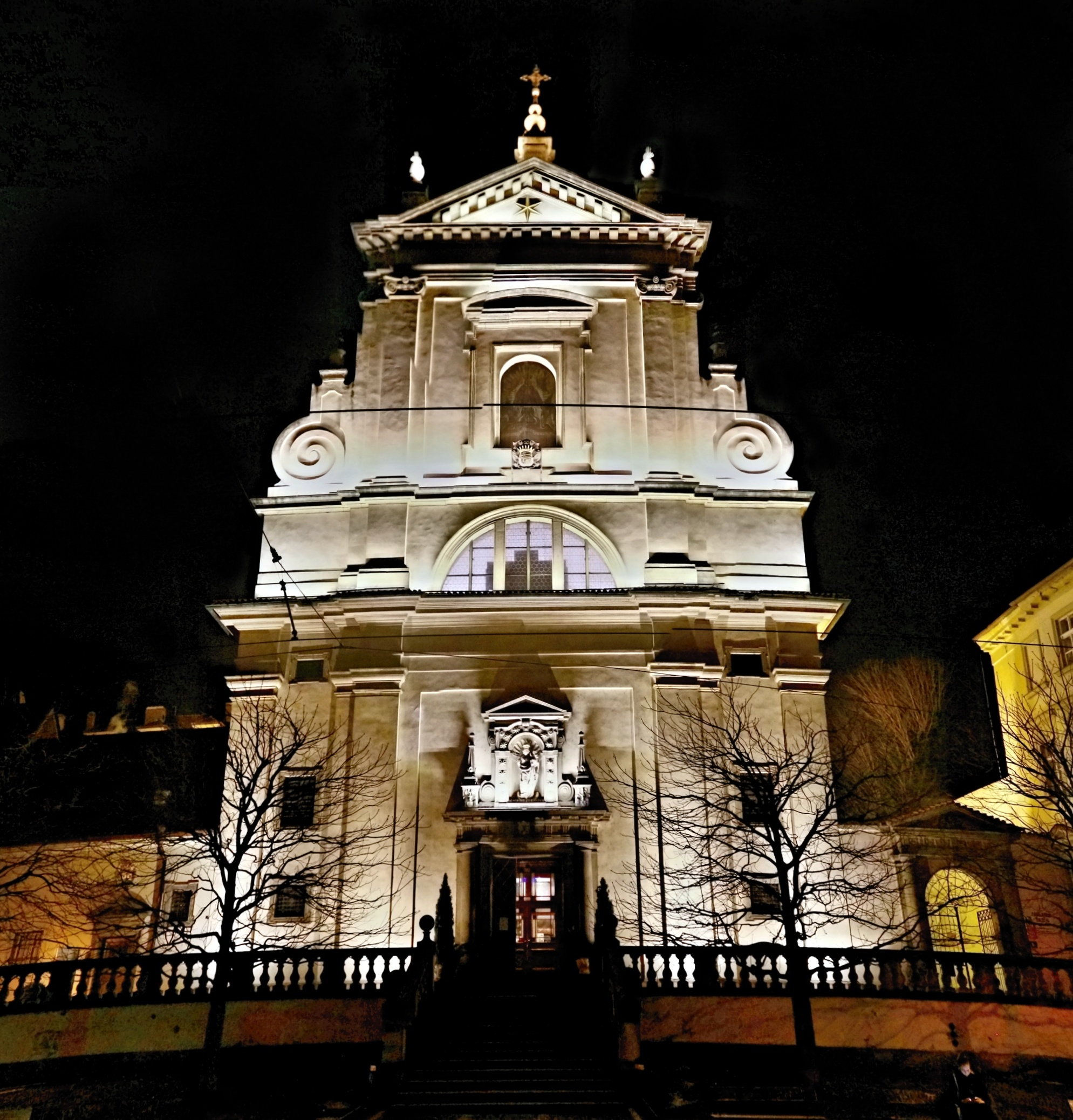
Hauptportal bei Nacht

Altar mit dem Prager Jesulein

Die Kirche wurde ab 1611 als Kirche der Heiligen Dreifaltigkeit der deutschsprachigen Lutheraner erbaut und am 26. Juli 1613 eingeweiht. Vorher hatte die Gemeinde gastweise die benachbarte Hauskirche der tschechischsprachigen Utraquisten genutzt. Nach dem Sieg der Truppen der Katholischen Liga in der Schlacht am Weißen Berg am 8. November 1620, die auch nach Auffassung Kaiser Ferdinands II. durch ein Gnadenbild des Karmeliten Dominicus a Jesu Maria mit entschieden wurde, begann die Rekatholisierung in Prag. Das Bild wurde nach Rom zu Papst Gregor XV. gebracht und erhielt den Namen Maria vom Siege. Die Kirche wurde im September 1624 den Karmeliten übergeben und vom Apostolischen Nuntius der Jungfrau Maria vom Siege und dem hl. Antonius von Padua geweiht. Durch die Josephinischen Reformen  mussten die Karmeliten die Kirche am 3. Juni 1784 aufgeben.
Im Jahr 1993, nach fast 210-jähriger Abwesenheit des Ordens, wurde die Kirche auf Wunsch des Prager Erzbischofs Miloslav Vlk italienischen Karmeliten der Ligurischen Provinz übergeben, die das Kloster und die Kirche in Zusammenarbeit mit Karmelitenpatres aus Polen am 2. Juli 1993 wiederbelebten. Neben der Seelsorge sollen sie dort u. a. auch die Verehrung des Jesuskindes, dem das wundertätige Gnadenbild des Prager Jesuleins gewidmet ist, fördern und betreuen. Am 8. Juni 1993 übergab Erzbischof Vlk die Kirche dem Provinzial der Karmeliter aus Genua, Pater Anastasio Roggero. Prior des Klosters ist seit 2010 Pater Petr Glogar. Jährlich kommen etwa eine Million Pilger in die Kirche Maria vom Siege und besuchen das Gnadenbild.
Am 26. September 2009 waren die Kirche und das Gnadenbild des Prager Jesulein die erste Station Papst Benedikts XVI. auf seiner Apostolischen Reise in Tschechien. Er hielt dort eine kurze Ansprache und betete für die Familien.